# Максимов, Дмитрий Иванович
Дми́трий Ива́нович Макси́мов (род. 20 июля 1984) — украинский шахматист, гроссмейстер (2008). Чемпион Украины 2023 года.

## Биография
Родился 20 июля 1984 года. Заниматься начал самостоятельно дома — в 3,5 года. В 4 года стал заниматься в ДЮСШ № 9 у Евгения Трипольского. Затем занимался с Г. Гутманом, А. Морозом. Первый разряд выполнил в 7 лет, звание кандидат в мастера спорта получил в 10, мастера спорта Украины — в 13, международным мастером стал в 15. Звание международного гроссмейстера получил в 2008 году, после того, как набрал необходимый рейтинг.
В детстве и юношестве — многократный чемпион области во всех возрастных категориях, включая — до 20 лет (в 14-летнем возрасте). Чемпион Украины до 12 и до 16 лет, неоднократный чемпион Украины среди ДЮСШ в составе сборной ДЮСШ № 9. Также занимал первые места на своей доске в этих же турнирах.
Принимал участие в чемпионатах Европы и мира в своем возрасте: чемпионат Европы до 12 лет (Римавска Собота, Словакия) — 9 место, чемпионат мира до 16 лет (Оропеса дель Мар, Испания, 10 место), командный чемпионат Европы среди юношей до 16 лет (Балатонлелле, Венгрия) — командное 1-2 место, личное — 1 место на 3й доске, Всемирная детская шахматная олимпиада (Артек, Украина) — 5 командное место. Дважды участвовал в финалах чемпионата Украины по шахматам среди мужчин, пройдя отбор в полуфинале. Становился чемпионом города среди мужчин. Чемпион Днепропетровской области среди мужчин (2009, 2011), второй призёр (2003, 2006, 2008, 2012), третий призёр (2005, 2007) чемпионатов области.
В составе команды Днепропетровской области дважды участвовал во Всеукраинских играх (2003 и 2007). В 2003 году выиграл командную серебряную медаль. 
С 2005 года работает тренером в ДЮСШ № 9, с марта 2009 г. является заместителем директора ДЮСШ № 9.
| График не отображается по техническим причинам. Чтобы исправить это, воспроизведите график в новом формате, если это возможно. |